# Bad Sneakers
«Bad Sneakers» es una canción interpretada por la banda estadounidense de rock Steely Dan. Fue publicada como la segunda canción de su cuarto álbum de estudio Katy Lied (1975). Más tarde, la canción fue publicada el 29 de septiembre de 1975 como el segundo sencillo del álbum.

## Composición y letra
La canción fue compuesta en un compás de 2
2 (alla breve) con un tempo de 115 pulsaciones por minuto y está escrita en la tonalidad de la mayor. Las voces van desde E4 a A5. Donald Fagen canta la voz principal, mientras que Michael McDonald lo acompaña en los coros. La voz de McDonald en la canción es una de las primeras para la banda; continuaría realizando coros para la banda en grabaciones hasta 1980. Mark Richardson, escribiendo para Pitchfork, sintió que la canción trataba sobre un hombre saltando por la calle cerca del Radio City Music Hall como si fuera el dueño del lugar.

## Recepción de la crítica
Stephen Vincent O'Rourke describió a la canción como “una oda a la soledad errante de Steely Dan”. Will Layman de Spectrum Culture describió el “el final de ocho compases” de «Bad Sneakers» como “un momento musical perfecto”. Victor Aaron, crítico de Something Else!, dijo que la canción, “continúa con el mismo ritmo fresco y jazzístico que la banda montó en «Rikki Don't Lose That Number»”.
«Bad Sneakers» también ha sido nombrada entre las mejores canciones de Steely Dan en varias listas. Alexis Petridis de The Guardian la nombró la sexta mejor canción de la banda y elogió la melodía pegadiza y la composición de piano extrañamente frenética durante el solo de guitarra. Dave Lifton de Ultimate Classic Rock la colocó en el puesto #8 de las 10 canciones de Steely Dan.

### Legado
La banda estadounidense Sneaker tomó su nombre de esta canción.

## Créditos
Créditos adaptados desde las notas de álbum.
Steely Dan
- Donald Fagen – voz principal
- Walter Becker – guitarra líder

Músicos adicionales
- Michael McDonald – coros
- Michael Omartian – piano
- Hugh McCracken – guitarra rítmica
- Chuck Rainey – guitarra bajo
- Jeff Porcaro – batería
- Victor Feldman – percusión, vibráfono

## Posicionamiento
| Gráfica (1973)                     | Pico de posición |
| ---------------------------------- | ---------------- |
| Estados Unidos (Billboard Hot 100) | 103              |